# Santa María (béisbol)
El Santa María fue un equipo que participó en la Liga Mexicana de Béisbol con sede en la Ciudad de México, México.

## Historia
El Santa María participó durante una temporada en la Liga Mexicana de Béisbol, debutó para la campaña de 1935 donde terminó en empatado en tercer lugar con 6 ganados y 10 perdidos a 7 juegos del primer lugar. El siguiente año el equipo desapareció siendo esta la única ocasión en que apareció este equipo.